# Carlos Guillermo Le Normant d'Étiolles
Carlos Guillermo Le Normant d’Étiolles fue un financiero francés nacido el 8 de mayo de 1717 y fallecido el 18 de marzo de 1799, fue el esposo de Madame de Pompadour.
Hijo de una excelente familia de altos funcionarios originarios de Orleans, Carlos Guillermo Le Normant d’Étiolles era hijo de Hervé-Guillaume Le Normand du Fort, tesorero general de Finanzas y sobrino de un rico recaudador general, Carlos Francisco Paul Le Normant de Tournehem (1684-1751). Carlos Guillermo era un joven inteligente e instruido, terminados sus estudios, su tío, que no tuvo hijos, le acogió bajo su tutela para introducirle en el mundo de las finanzas.

## Matrimonio con la marquesa de Pompadour
Los Normant du Fort jamás hubieran permitido que su hijo se casara con Jeanne Antoinette Poisson, cuyo padre oficial, muerto en la ruina, había sido condenado a la horca por contumaz en 1726; pero lo más probable es que Jeanne Antoinette fuera, en realidad, la hija que Madame Poisson tuvo como consecuencia de su larga relación con Tournehem, mientras su marido estaba en el exilio. Tournehem, que la había reconocido como hija suya, apremió a su hermano para que se llevara a cabo este matrimonio que le permitiría transmitir a su hija adulterina, a la que admiraba por su belleza e inteligencia, su nombre y su fortuna. Este último detalle es el que permitió que los Normant du Fort consintieran este matrimonio que, por otra parte, les disgustaba profundamente.
Étiolles era una villa del actual departamento de Essonne, a tres kilómetros de Corbeil-Essonnes, situada cerca de un pequeño río entre el Sena y el bosque de Sénart. Cuenta, entre otras casas de recreo, con dos castillos que pertenecieron a los Normant de Tournehem. En el castillo que él no ocupaba se instaló el joven matrimonio y su tío le cedió a Carlos Guillermo el señorío de Étiolles a fin de darle a su nombre un tinte de nobleza, y lo tomó como asistente de sus asuntos para prepararle para su sucesión.
Carlos Guillermo lo poseía todo para ser feliz: un tío que le hizo rico, un empleo de porvenir, un bonito castillo, una pequeña Alexandrine, nacida en 1744 y una esposa brillante, que se contaba entre las más bellas de París.

## Separado a la fuerza de su mujer
Cuando regresó de una inspección en Grenoble, su tío le informó que Jeanne compartía su vida con un contrincante contra el que no podía combatir: el rey Luis XV. Jeanne, de acuerdo con su tutor, deseaba conservar el compromiso conyugal. Carlos, que no tenía nada propio, fue exiliado de París. A fin de alejarlo más, se le ofreció un cargo de embajador en Turquía, que rechazó.
Año y medio más tarde, Carlos Guillermo fue reclamado para que llegara a un acuerdo de separación solicitada por su esposa. Carlos se quedó en París, en casa de su tío, dedicado a la "buena vida" en compañía de su cuñado Abel Poisson, marqués de Marigny. Ambos frecuentaban los bastidores de la Ópera y algunos círculos licenciosos, como el de Vestris, una bailarina y cortesana de la que Carlos fue, durante un tiempo, su amante.
La situación de Carlos Guillermo, el cornudo más célebre de Francia, era tan desesperada que su mujer adoptó a toda la familia Le Normant, utilizando toda su influencia para favorecer a unos y otros, bien consiguiendo para ellos cargos de importancia, o matrimonios provechosos. Introdujo en la Corte a Charlotte-Vistorie de Baschi, condesa de Saint-Estéve, hermana de Carlos Guillermo, esposa de un consejero de Estado al que proporcionó el cargo de embajador de Portugal y, posteriormente, de Venecia. Concertó el matrimonio de Mme. de Choiseul-Beaupré, otra pariente de Le Normant, obteniendo del rey, para el esposo, un cargo de caballero del Delfín y, para la esposa, el de dama de compañía de las hijas del rey Luis XV. Jean Le Normand des Angles, gran archidiácono de Comminge, realizó una genealogía de la familia que ofreció a la marquesa para ayudarla a completar sus buenas obras. Jeanne hizo nombrar a Tournehem director general de las Construcciones reales, cargo que es, aproximadamente, semejante al del actual ministro de Cultura. Gracias a ella, François Le Normand de Mézy fue, en 1758, Intendente general adjunto al ministro de Marina.
Carlos Guillermo nunca perdonó a su esposa su traición, nunca se cerró la herida. En 1756, la marquesa quiso reconciliarse con él para calmar sus remordimientos. La respuesta, por escrito, de Carlos Guillermo estaba llena de acritud, de amargura y de un resentimiento intacto.
Por otra parte, Carlos Guillermo seguía intentando aturdirse sumergiéndose en los placeres de la vida parisina. Tuvo, primero, una relación ruinosa con Mme. de Belvaux, con la que tuvo dos hijas. Durante los años 1750 disfrutó de los favores de Mlle. Guéan, de la Comédie Française, favor compartido con otros hombres. Asistió a las asambleas de los convulsionarios, una distracción que estaba de moda, con la duquesa de Villeroy y el duque de Fronsac. 
La marquesa intentó prometer a su hija Alexandrine con el hijo que el rey había tenido con una de sus amantes; de esta forma Carlos Guillermo se encontraría emparentado con Luis XV. Desgraciadamente, la niña murió de apendicitis a los diez años. Madame Pompadour murió en 1764, de una pulmonía. 
Posteriormente Carlos Guillermo se casó, discretamente, con Marie-Aimée Maltha. Vivieron desde entonces Baillon, cerca de la abadía de Royaumont. Recibían las visitas de fieles amigos, como Jean-François Marmontel, Madame de Genlis o Beaumarchais que improvisaba algunas comedias. La segunda Mme. Le Normant d’Étiolles fue pintada por la artista de moda en la época de Luis XV, Élisabeth Vigée-Lebrun, cuadro que está perdido.

## Reinado del Terror
Fueron detenidos durante la época del Terror, porque los revolucionarios decidieron encarcelar a todos los nobles, especialmente a los funcionarios de finanzas. Carlos Guillermo fue acusado de un "complot urdido para promover la bancarrota general" en tanto que recaudador de finanzas "acusado de haber conspirado contra la libertad y la seguridad del pueblo francés dilapidando las finanzas del Estado, y participando en el desfalco de las piastras (moneda de plata) de la Habana". El documento acusatorio contenía una nota personal de Fouquier-Tinville. Arrestados en bloque en la primavera de 1794, permanecieron encarcelados más de un año.
Resulta curioso que uno de sus hijos, Charles-François-Constant Le Normand d’Étiolles, barón de Tournehem, se casara, durante el Directorio, con su prima Marguerite-Victorie Le Normand de Flaghac, hija de Marie-Louise O'Murphy, una antigua amante de Luis XV.
Carlos Guillermo murió octogenario apaciblemente en su casa de la calle Sentier el 18 de marzo de 1799. Marie Áimée le sobrevivió nueve años, muriendo a los setenta y dos años.
- Datos: Q2958117
- Multimedia: Charles le Normant du Coudray / Q2958117